# L'Arroseur
L'Arroseur byl francouzský němý film z roku 1896. Režisérem byl Georges Méliès (1861–1938). Film je považován za ztracený. Děj filmu byl inspirován snímkem L'Arroseur arrosé.

## Děj
Zahradník kropí zahradu hadicí. Druhý protagonista si stoupne na hadici, čímž zastaví průtok vody. Zahradník se s podivem podívá dovnitř hadice a aktér ustoupí, čímž pocáká zahradníka. Zahradník se rozzlobí a polije darebu, který vzápětí uteče.